# Eduardo Jorge Raúl de Ibáñez
Eduardo Jorge Raúl de Ibáñez (Las Lajas, Neuquén, Argentina, 7 de abril de 1957-Atlántico Sur, 1 de mayo de 1982) fue un aviador militar de la Fuerza Aérea Argentina que murió en combate en la guerra de las Malvinas.

## Biografía
Nació el 7 de abril de 1957 en Las Lajas. Cursó sus estudios primarios en la Escuela Etchegaray de Ciudad Evita, y los secundarios en el Liceo Militar «General San Martín». En 1975 entró en la Escuela de Aviación Militar, y egresó en 1978 como alférez. En 1980 se destinó a la II Brigada Aérea.

## Actuación en la guerra de las Malvinas
El 1 de mayo de 1982, en los primeros combates de la guerra, salieron en una misión de ataque tres Canberras MK-62, con el indicativo «Rifle». En el matrícula B-110 fue el teniente Mario Hipólito González y el primer teniente Eduardo de Ibáñez. Antes de que llegaran al objetivo, dos aviones británicos Sea Harrier FRS-1 los interceptaron. El Sea Harrier ZX451 lanzó un misil AIM-9 Sidewinder que derribó al avión de González y de Ibáñez. Estos se eyectaron sobre el mar y murieron al no poderse rescatarlos. En tanto que sus compañeros pudieron escapar rumbo al continente.
El teniente de Ibáñez fue ascendido a primer teniente post mortem y condecorado con la cruz de la Nación Argentina al Valor en Combate por ley 25 576 del 11 de abril de 2002. Su cuerpo yace en las aguas del Atlántico Sur. 